# (4001) Птолемей
(4001) Птолемей (лат. Ptolemaeus, др.-греч. Πτολεμαῖος) — астероид главного пояса, который принадлежит к светлому спектральному классу S. Он был открыт 2 августа 1949 года немецким астрономом Карлом Рейнмутом в обсерватории Хайдельберг в Германии и названный в честь древнегреческого учёного Клавдия Птолемея.

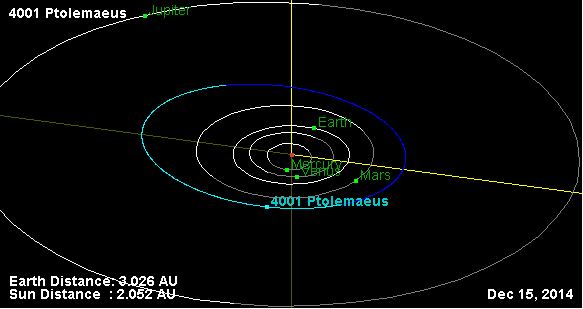
Орбита астероида Птолемей и его положение в Солнечной системе

24 апреля 1989 года состоялось тесное сближение данного объекта с астероидом (6) Геба, во время которого (4001) Птолемей пролетел в 5,531 млн км от Гебы с относительной скоростью 3,6662 км/с.